# Заборонений Кобзар (книга)
«Заборо́нений Кобза́р» — збірка шевченкознавця Миколи Зубкова, що містить Шевченкові твори, які вилучали як за царського, так і радянського режиму з політичних чи інших міркувань. 96-сторінкову книжку видало харківське видавництво «Оригінал», а 2009–2011 — відповідно 2, 3, 4 та 5 видання видавництв «Точка» й «Форт».

## Про книжку
Збірка гуртує твори: «За що ми любимо Богдана?..», «Розрита могила», «Стоїть в селі Суботові…», «Чигрине, Чигрине…», «Якби то ти, Богдане п'яний…», і 2 поеми «Іржавець» та «Великий льох». Упорядник хибно твердить, ніби завершальну частину поеми «Чернець», фрагмент поеми «Тарасова ніч» і вступ до твору «Царі» жодного разу не оприлюднювали за часів радянської влади.
Фахові шевченкознавці відзначили граничну необізнаність М. Зубкова із текстологією та, внаслідок цього, «спотворення Шевченкових текстів» у його виданнях..

## Цікаві факти
Ось лише окремі офіційно «впорядковані» видання: «повне» академічне 1935–1937 рр. — вилучено 2 твори (для інших було запроваджено цинічного терміна «Вибране»), 1943 — дванадцять, 1947 — два, 1949 — вісімнадцять, 1950 - тридцять (!), 1954–1955 — шість, 1956–1961 — два, 1974 — два, 1976–1980 — сім, 1983 — два, 1984 — три.
У своїх творах понад 1000 разів Шевченко вживав імена Бога й понад 200 — Україна.